# Dryopteris crinalis
Dryopteris crinalis är en träjonväxtart som först beskrevs av William Jackson Hooker och Arn., och fick sitt nu gällande namn av Carl Frederik Albert Christensen. Dryopteris crinalis ingår i släktet Dryopteris och familjen Dryopteridaceae. Utöver nominatformen finns också underarten D. c. podosora.